# 1318 en santé et médecine
| Années de la santé et de la médecine : 1315 - 1316 - 1317 - 1318 - 1319 - 1320 - 1321    |
| Décennies de la santé et de la médecine : 1280 - 1290 - 1300 - 1310 - 1320 - 1330 - 1340 |

Cet article présente les faits marquants de l'année 1318 en santé et médecine.

## Événements
- Création de l'hôpital du Saint-Esprit à Vaxjo, en Suède[1].
- Guido da Vigevano, médecin et ingénieur italien, est nommé « fixicus, gabellator et camerarius[2] » de la ville de Pavie[3].
- 1315-1318 : fondation de l'hôpital Sainte-Marie de York en Angleterre[4].

## Personnalités
- Fl. Accursio di Cambio, médecin à Avignon, au service des cardinaux Napoléon Orsini et Jean Gaétan des Oursins[3].
- Fl. Arnoul, Étienne et Gobin, barbiers à Reims[3].
- Fl. Guillaume, barbier, un des légataires de Robert de Bourbon, comte de Clermont[3].
- Fl. Hervé de Villa Orcuf, médecin, recteur de Plounéventer dans le diocèse de Léon en Bretagne[3].
- Fl. Jean de Lille, médecin attitré de la ville d'Ypres, en Flandre[5].
- Fl. Colin Donerey, barbier à Metz, ville libre du Saint-Empire[6].
- 1282-1318 : fl. Brunus de Rulilliaco, médecin de Jean Ier, dauphin de Viennois, et d'Amédée V, comte de Savoie[3].
- 1302-1318 : fl. Henri Veieler, barbier à Strasbourg, ville libre du Saint-Empire[3].

## Publication
- Parution du Livro d'alveitaria (« Livre de maréchalerie »), traité d'hippiatrie où l'auteur, maître Giraldo, médecin de Denis le Cultivateur, roi de Portugal, « rassemble ses connaissances vétérinaires, tirées du De Medicina equorum de Rufus Jordanus et de la Cirurgia[7] de Théodoric[8] ».

## Décès
- Avant juin : Albert de Baldizonibus (date de naissance inconnue), médecin, chanoine d'Aix[3].
- 18 juillet : Rashid al-Din (né en 1247 ou 1248[9]), médecin, historien et homme d'État persan d'origine juive, « qui passe pour avoir été le premier à transmettre la médecine chinoise au monde occidental[10] » par la publication, vers 1314, du Tenksuq nameh (« Trésor de l'Ilkhan sur les sciences de Cathay »).
- Vers 1318 : Pierre d'Abano (né vers 1250), médecin, philosophe et astrologue italien, auteur du Conciliator differentiarum philosophorum et precipue medicorum[11], qui lui vaudra le surnom de Conciliator[12].
- Avant 1318 : André de Interamne (date de naissance inconnue), médecin du cardinal Pierre Colonna à Avignon[3].